# Субаш

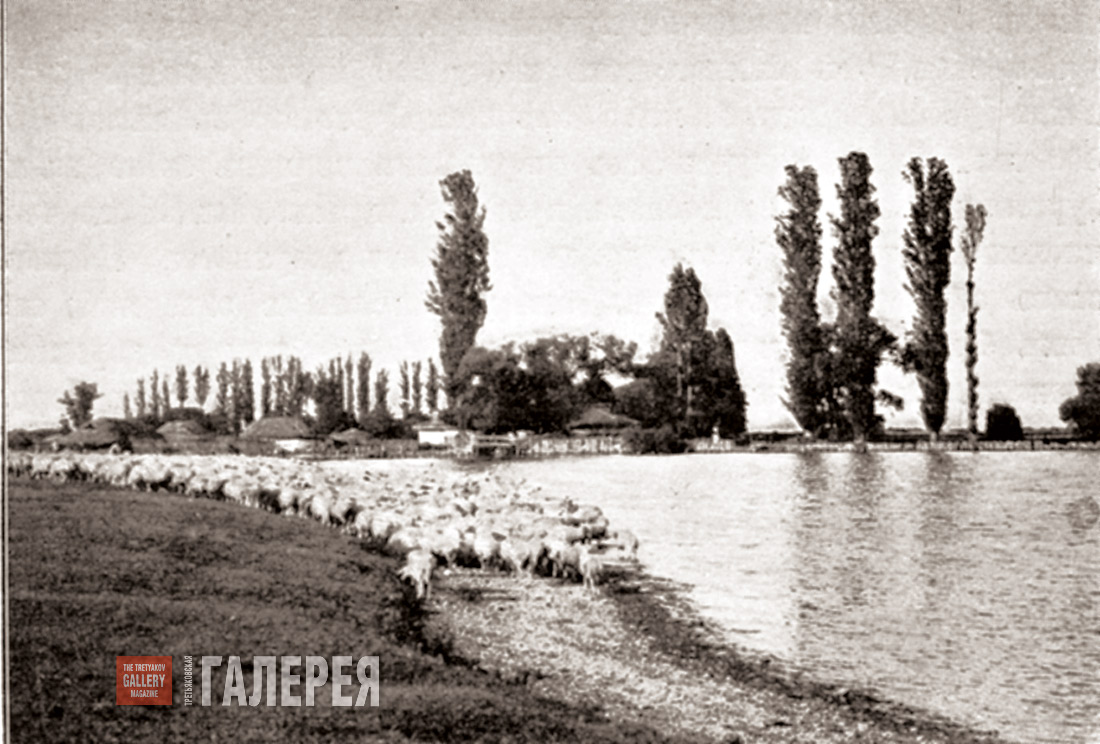
Субашское озеро в имении И. К. Айвазовского Шах-Мамай. 1900-е.

Субаш, Сув-Баш (крим. Suv Baş)  — річка в Україні, у Феодосійському районі Автономної Республіки Крим.

## Опис
Довжина річки 36 км, площа басейну водозбору 276 км². Джерелом річки є Субашські джерела на південній околиці села Привітне (до 1945 року — Джума́-Елі́, крим. Cuma Eli) , на висоті 147 м над рівнем моря.
Біля річки відомо два правих притоки: Токсан-Су, впадающй в районі скасованого села Ленінське (раніше баштану-Елі) і Кхоур-Джилга — у південній околиці села Синицине (до 1945 року — Барак, крим. Baraq) . Субаш протікає через селище Іслям-Терек, але там вона захована в труби. У нижній течії, протягом 16,7 км, річка перетворена в головний колектор (ГК-25) Північно-Кримського каналу, впадає в мілководний заболочений Сиваш приблизно в 1 км на північний схід від села Краснівки (до 1945 року — Єрчи, крим. Yerçi) .